# Parafia Niepokalanego Poczęcia Najświętszej Marii Panny w Krakowie (Prądnik Biały)
Parafia Niepokalanego Poczęcia Najświętszej Maryi Panny w Krakowie – parafia rzymskokatolicka należąca do dekanatu Kraków-Krowodrza archidiecezji krakowskiej na Azorach przy ulicy Chełmońskiego.

## Historia parafii
Parafia została utworzona w 1940 r. Kościół parafialny został wybudowany w latach 1974-1975, konsekrowany w 8 grudnia 1975 r.

## Wspólnoty parafialne
- Anonimowi Alkoholicy
- Akcja Charytatywna
- Akcja Katolicka
- Franciszkański Zakon Świeckich
- Krąg Biblijny
- Liturgiczna Służba Ołtarza
- Ruch Światło-Życie „Oaza”
- Rodzina Radia Maryja
- Róże Różańcowe
- Scholka

## Terytorium parafii
Ulice: Berwińskiego, Chabrowa, Chełmońskiego 186‑612, Czerwińskiego, Ehrenberga, Elsnera, Fiszera, Gdyńska 2-8, Gnieźnieńska, Jaremy, Lentza, Makowskiego I, II, III, Mehoffera, Modrzejewskiej, Murarska, Nałkowskiego, Niska, Palacha 15, Pużaka, Radzikowskiego nry parzyste, Różyckiego, Słowicza, Stachiewicza 10-58, Stanisławskiego, Weissa, Wielkotyrnowska, Wodzikowskiego, Wysockiego, Zygmuntowska